# Calyptradiplosis turriformis
Calyptradiplosis turriformis är en tvåvingeart som beskrevs av Fedotova och Vasily S. Sidorenko 2004. Calyptradiplosis turriformis ingår i släktet Calyptradiplosis och familjen gallmyggor. Inga underarter finns listade i Catalogue of Life.